# Rollandia rolland
 Lo svasso ciuffibianchi o rallandia ciuffibianchi (Rollandia rolland Quoy & Gaimard, 1824) è un uccello appartenente alla famiglia dei Podicipedidi; la specie è endemica dell'America del Sud meridionale, dal Perù alla Terra del Fuoco, dove abita laghi, stagni e altri corsi d'acqua.

## Descrizione
Lo svasso ciuffibianchi è un uccello lungo tra i 27 e i 35 cm che presenta un poco pronunciato dimorfismo sessuale tra individui maschi e femmine. Gli adulti in livrea nuziale presentano una prominente cresta nera nella parte posteriore della testa. Attorno all'orecchio la specie si caratterizza per un grande ciuffo bianco di piume, mentre la testa, il collo e la parte superiore del corpo sono neri, con una leggera lucentezza verdastra; le piume del mantello e della schiena hanno bordi di colore marrone. La parte inferiore del corpo è rossiccia, spesso chiazzata di marrone o di grigio; le penne secondarie delle ali sono di colore bianco o grigio pallido con punte giallognole. Gli occhi sono rossi, il becco nero e le zampe grigie o olivastre.
Gli adulti in piumaggio non nuziale presentano un colore più simile al marrone che al nero sulla parte superiore del corpo; la cresta diventa meno appariscente, mentre le ali mostrano macchie bianche come nella livrea nuziale. I lati della testa e la gola sono bianchi, mentre il collo e il petto sono di colore giallo-cuoio, con ombreggiature bianche verso il ventre. Gli individui giovani assomigliano a quelli in abito non-nuziale, ma la gola e i lati del collo hanno striature di colore marrone scuro.

## Biologia
Lo svasso ciuffibianchi si nutre di pesci di piccola taglia e di ogni genere di artropodi. Le coppie nidificanti sono territoriali, e normalmente le femmine depongono due sole uova. Possiede tuttavia un alto potenziale riproduttivo, dal momento che è capace di nidificare in qualunque stagione, se le condizioni sono favorevoli.

## Distribuzione e habitat
Rollandia rolland è diffuso nella parte meridionale dell'America del Sud; il suo areale comprende il Brasile sud-orientale, l'Uruguay, il Paraguay, la Bolivia, il Cile, il Perù, l'Argentina e le Isole Falkland. Si presenta erratico nelle Isole Sandwich Australi e nella Georgia del Sud. Il suo habitat ideale sono gli stagni paludosi, i laghi, i fossi e i corsi d'acqua dalla corrente non impetuosa. Gli esemplari che popolano la parte più meridionale dell'areale si riuniscono in stormi dopo la stagione riproduttiva e migrano verso nord attraverso la costa, svernando spesso nelle zone costiere.

## Tassonomia
Sono state identificate tre sottospecie di Rollandia rolland:
- R. rolland chilensis (Lesson, 1828) - Da Perù e Brasile sud-orientale fino alla Terra del Fuoco
- R. rolland morrisoni (Simmons, 1962) - Lago di Junín
- R. rolland rolland (Quoy & Gaimard, 1824) - Isole Falkland